# Jhon Cagua
Jhon Patricio Cagua (Esmeraldas, 25 september 1979) is een voormalig profvoetballer uit Ecuador, die gedurende zijn actieve loopbaan speelde als linkervleugelverdediger.

## Clubcarrière
Cagua begon zijn profcarrière bij Espoli. Daarna speelde hij onder meer voor Deportivo Quito, Barcelona SC, Deportivo Cuenca, Club Deportivo El Nacional en FC Haka. Bij die laatste club uit Finland beëindigde hij zijn loopbaan in 2009. Cagua werd met drie verschillende clubs landskampioen van zijn vaderland Ecuador.

## Interlandcarrière
Cagua speelde tien interlands voor Ecuador. Onder leiding van bondscoach Carlos Sevilla maakte hij zijn debuut op 14 april 1999 in een vriendschappelijke wedstrijd in Monterrey tegen Mexico (0-0), net als collega-verdediger Franklin Anangonó van Club Deportivo El Nacional.
| Interlands van Jhon Cagua voor Ecuador | Interlands van Jhon Cagua voor Ecuador | Interlands van Jhon Cagua voor Ecuador | Interlands van Jhon Cagua voor Ecuador | Interlands van Jhon Cagua voor Ecuador | Interlands van Jhon Cagua voor Ecuador |
| №                                      | Datum                                  | Wedstrijd                              | Uitslag                                | Competitie                             | Goals                                  |
| Als speler van Deportivo Quito         | Als speler van Deportivo Quito         | Als speler van Deportivo Quito         | Als speler van Deportivo Quito         | Als speler van Deportivo Quito         | Als speler van Deportivo Quito         |
| -------------------------------------- | -------------------------------------- | -------------------------------------- | -------------------------------------- | -------------------------------------- | -------------------------------------- |
| 1                                      | 14 april 1999                          | Mexico – Ecuador                       | 0 – 0                                  | Vriendschappelijk                      | 0                                      |
| 2                                      | 2 juni 1999                            | Iran – Ecuador                         | 1 – 1                                  | Canada Cup                             | 0                                      |
| 3                                      | 4 juni 1999                            | Ecuador – Guatemala                    | 3 – 1                                  | Canada Cup                             | 0                                      |
| 4                                      | 6 juni 1999                            | Canada – Ecuador                       | 1 – 2                                  | Canada Cup                             | 0                                      |
| 5                                      | 12 oktober 1999                        | Uruguay – Ecuador                      | 0 – 0                                  | Vriendschappelijk                      | 0                                      |
| 6                                      | 27 oktober 1999                        | Mexico – Ecuador                       | 0 – 0                                  | Vriendschappelijk                      | 0                                      |
| Als speler van Barcelona SC            |                                        |                                        |                                        |                                        |                                        |
| 7                                      | 27 januari 2000                        | Honduras – Ecuador                     | 1 – 1                                  | Vriendschappelijk                      | 0                                      |
| 8                                      | 8 maart 2000                           | Ecuador – Honduras                     | 1 – 3                                  | Vriendschappelijk                      | 0                                      |
| 9                                      | 29 maart 2000                          | Ecuador – Venezuela                    | 2 – 0                                  | WK-kwalificatie                        | 0                                      |
| 10                                     | 25 juni 2000                           | Ecuador – Panama                       | 6 – 0                                  | Vriendschappelijk                      | 0                                      |

## Erelijst
Club Sport Emelec
- Campeonato Ecuatoriano

2001
 Club Deportivo Cuenca
- Campeonato Ecuatoriano

2004
 Club Deportivo El Nacional
- Campeonato Ecuatoriano

2006